# Vicksburg (Mississippi)
Vicksburg è una città (city) degli Stati Uniti d'America, capoluogo della contea di Warren, nello Stato del Mississippi.
È situata a circa 377 km a nord di New Orleans lungo i fiumi Mississippi e Yazoo, e si trova a circa 65 km a ovest di Jackson, la capitale dello Stato.

## Storia
Durante la Guerra civile americana, nel 1863, fu teatro del celebre assedio di Vicksburg, un evento molto importante per le sorti della guerra. Infatti, con la vittoria a Vicksburg, i soldati dell'Unione, guidati dal Maggior generale Ulysses S. Grant si garantirono il completo controllo del fiume Mississippi. Le truppe Confederate, che difendevano la città, erano guidate dal Tenente generale John Clifford Pemberton. L'assedio durò 47 giorni e causò circa 40 000 vittime in entrambi gli schieramenti.